# Датељи
Датељи су насељено мјесто у општини Пале, Федерација Босне и Херцеговине, Босна и Херцеговина.

## Становништво
|             | 2013.        | 1991.         | 1981.         | 1971.         |
| Укупно      | 112 (100,0%) | 174 (100,0%)  | 195 (100,0%)  | 230 (100,0%)  |
| Бошњаци     | 112 (100,0%) | 174 (100,0%)1 | 190 (97,44%)1 | 212 (92,17%)1 |
| Срби        | –            | –             | 4 (2,051%)    | 15 (6,522%)   |
| Југословени | –            | –             | 1 (0,513%)    | 1 (0,435%)    |
| Остали      | –            | –             | –             | 2 (0,870%)    |

1. 1 На пописима од 1971. до 1991. Бошњаци су пописивани углавном као Муслимани.